# Courtney Upshaw
(en) Statistiques sur pro-football-reference
Courtney Upshaw (né le 13 décembre 1989 à Eufaula) est un joueur américain de football américain. Il joue actuellement avec les Falcons d'Atlanta.

## Enfance
Upshaw étudie à la Eufaula High School de sa ville natale, jouant dans l'équipe de football américain, sous les ordres de Dan Klages. Lors de sa dernière saison lycéenne, il fait quatre-vingt-quinze tacles dont vingt-deux pour une perte de yards et sept sacks ainsi que trois fumbles forcés. Il rattrape aussi vingt passes pour 496 yards et trois touchdowns comme tight end.

## Carrière

### Université
Il entre en 2008 à l'université de l'Alabama. La saison suivante, il apparaît lors de tous les matchs des Crimson Tide. Lors du BCS National Championship Game de 2010, il récupère un fumble de Garrett Gilbert provoqué par un tacle de Eryk Anders, pour donner la possession à son équipe et les faire remporter le titre de champion national. 
En 2010, il débute onze matchs sur treize et fait cinquante-deux tacles, sept sacks et quatre provocations de fumble. Lors du Capital One Bowl de 2011, contre les Spartans de Michigan State, il fait deux sacks, cinq tacles dont trois pour une perte de yards. L'Alabama l'emporte 49-7 et Upshaw est déclaré MVP du match.
Pour sa dernière saison universitaire, il débute tous les matchs de la saison, faisant cinquante-et-un tacles, dix-sept pour une perte, 8,5 sacks et deux fumbles provoqués. Il est nommé All-American par le Football Writers Association of America et The Sporting News. La Walter Camp Foundation et l' Associated Press le déclare dans la deuxième équipe All-America de la saison. Lors du BCS National Championship Game 2012, il fait sept tacles dont un sack et un tacle pour une perte. Il est nommé MVP défensif du match.

### Professionnel
Courtney Upshaw est sélectionné au deuxième tour du draft de la NFL de 2012 par les Ravens de Baltimore au trente-cinquième choix. Le 10 mai, il signe un contrat de quatre ans avec Baltimore, d'une valeur de plus de cinq millions de dollars (dont plus de trois millions garantis).

## Palmarès
- MVP du Capital One 2011
- Équipe All-America 2011
- MVP défensif du BCS National Championship 2012
- BCS National Championship 2010 et 2012